# A Famosa
Il Vecchio castello di Malacca, meglio noto come A Famosa (lingua malese Kota A Famosa; pt. A Famosa o Fortaleza de Malaca/Fortaleza Velha, lett. "Vecchia fortezza"; nl. Slavenburgh, lett. "Castello degli schiavi", o De Misericorde dal fr. Notre Dame de Miséricorde, lett. "Nostra Signora della Misericordia") era una fortezza portoghese costruito a Malacca, Malesia, nel 1512. La parte più antica della fortezza era un mastio di cinque piani che ha dato il nome all'intera struttura. Qualche tempo dopo la battaglia di Malacca (1641) e l'occupazione della città da parte degli olandesi, il mastio fu distrutto ma le mura esterne della fortezza furono rinforzate. Nel 1807, gli inglesi distrussero gran parte della fortezza. La Porta de Santiago e il restaurato Bastione di Middelburg sono le uniche parti rimaste del sito e sono tra i più antichi resti architettonici europei nel sud-est asiatico in particolare ed in Estremo Oriente in generale.

## Storia
Nel 1511, una flotta portoghese al comando di Alfonso de Albuquerque, governatore dell'India portoghese, attaccò e sconfisse gli eserciti del Sultanato di Malacca. Deciso a consolidare la sua conquista, Albuquerque fece costruire una fortezza attorno a una collina naturale vicino al mare, con l'idea di fare di Malacca uno snodo per il commercio marittimo delle spezie tra Cina e Portogallo. A quel tempo altri portoghesi stavano stabilendo avamposti (pt. feitorias) a Macao, nella Cina dei Ming e a Goa (appena conquistata dallo stesso Albuquerque), in India, per creare una serie di porti amici che irrobustisse la rotta portoghese delle Indie.
Con la battaglia di Malacca (1641), tramite la quale la Repubblica delle Sette Province Unite (Paesi Bassi) cacciò i portoghesi dall'isola, il forte passò in mani olandesi. Gli olandesi ristrutturarono la porta nel 1670 ed incisero l'anno sull'arco della porta, sotto un bassorilievo con lo stemma della VOC.
La fortezza passò nuovamente di mano alla fine del XVIII secolo, quando gli olandesi la cedettero al Regno di Gran Bretagna per evitare che cadesse nelle mani della Francia espansionista di Napoleone Bonaparte. Gli inglesi furono cauti nel mantenere la fortificazione e ne ordinarono la distruzione nel 1806. Il forte fu quasi totalmente demolito se non per il tempestivo intervento di Thomas Stamford Raffles, il fondatore della moderna Singapore, che fu mandato in congedo per malattia da Penang a Malacca nel 1807. Fu il capitano William Farquhar, incaricato della distruzione del forte e della città, che decise di salvare due delle porte del forte, inclusa la Porta di Santiago, così come lo Stadthuys, la chiesa e la prigione.

## Descrizione

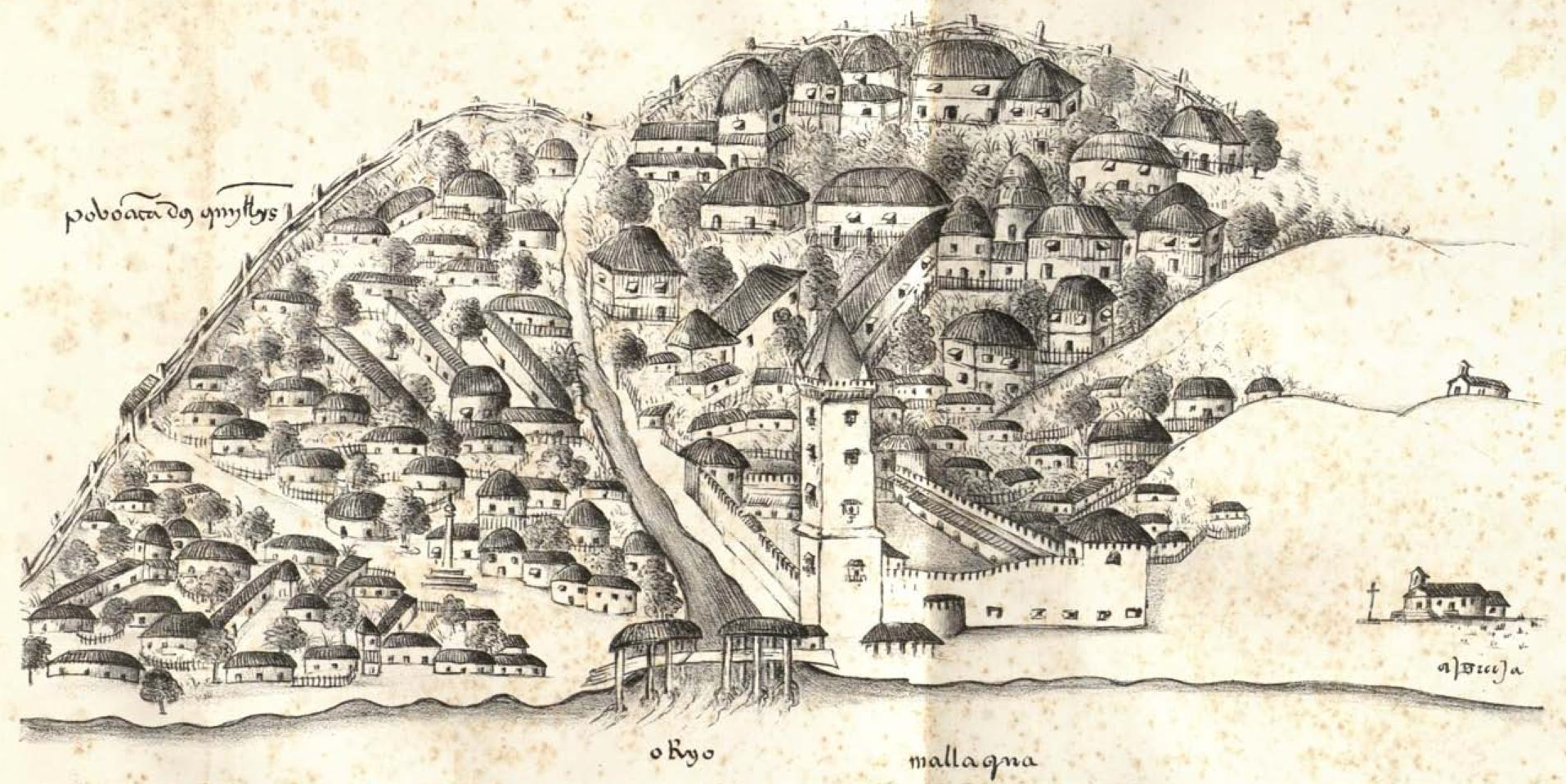
Malacca - disegno coevo della città e della fortezza (1550–1563)

La fortezza voluta da Albuquerque fu eretta a ridosso del litorale di Malacca, sul sito precedentemente occupato dal palazzo ("Istana") del Sultano di Malacca. Inizialmente realizzata in terra e legname ottenuto da demolizioni, come tutte le strutture similari che i portoghesi andavano erigendo in Africa ed Asia man mano che ampliavano la portata della loro esplorazione del globo, la fortezza fu poi irrobustita per ordine di Albuquerque con pietra, laterite e mattoni razziati da tombe malesi, dalla locale moschea e da altri edifici preesistenti (parte del materiale fu comunque trasportato in loco dalle navi portoghesi).
L'originaria fortezza lusitana era costituita da lunghi bastioni e quattro torri angolari, una delle quali sviluppava verso l'alto nella forma d'un mastio di quattro piani alto 18 m, noto come A Famosa (it. "La [torre] famosa"), che fu l'edificio più alto della regione dal 1512 fino a quando fu distrutto dagli olandesi nel 1641. Il mastio sorgeva, stando ad un'illustrazione del Cinquecento, in prossimità del ponte che metteva in collegamento le due parti della città, divise da un fiume/canale. L'interno della struttura ospitava un deposito di munizioni, la residenza del capitano, gli alloggi degli ufficiali ed edifici d'uso civile. Man mano che la popolazione portoghese/europea di Malacca aumentava, divenne troppa per la capacità di contenimento del forte che, intorno al 1586, fu ingrandito.
La fortezza aveva una guarnigione di 500 uomini, 200 dei quali dedicati al servizio a bordo delle 10 navi rimaste come flotta di servizio della fortezza.

## Restauro parziale
All'inizio di giugno 2004, durante la costruzione di Dataran Pahlawan, fu scoperta una torre di guardia chiamata Bastione Santiago. Alla fine di novembre 2006, una parte del forte, che si ritiene fosse il Bastione di Middelburg, fu stata accidentalmente scoperta durante la costruzione della torre girevole di 110 metri nella città di Malacca. L'erigenda fu interrotta e il suo sito poi spostato nel popolare quartiere di Bandar Hilir (Jalan Merdeka), dove la torre fu inaugurata il 18 aprile 2008. La Malacca Museums Corporation sospetta che la struttura rinvenuta, oggetto di restauro tra 2006 e 2007, sia stata costruita dagli olandesi durante la loro occupazione dell'isola.

## Galleria d'immagini

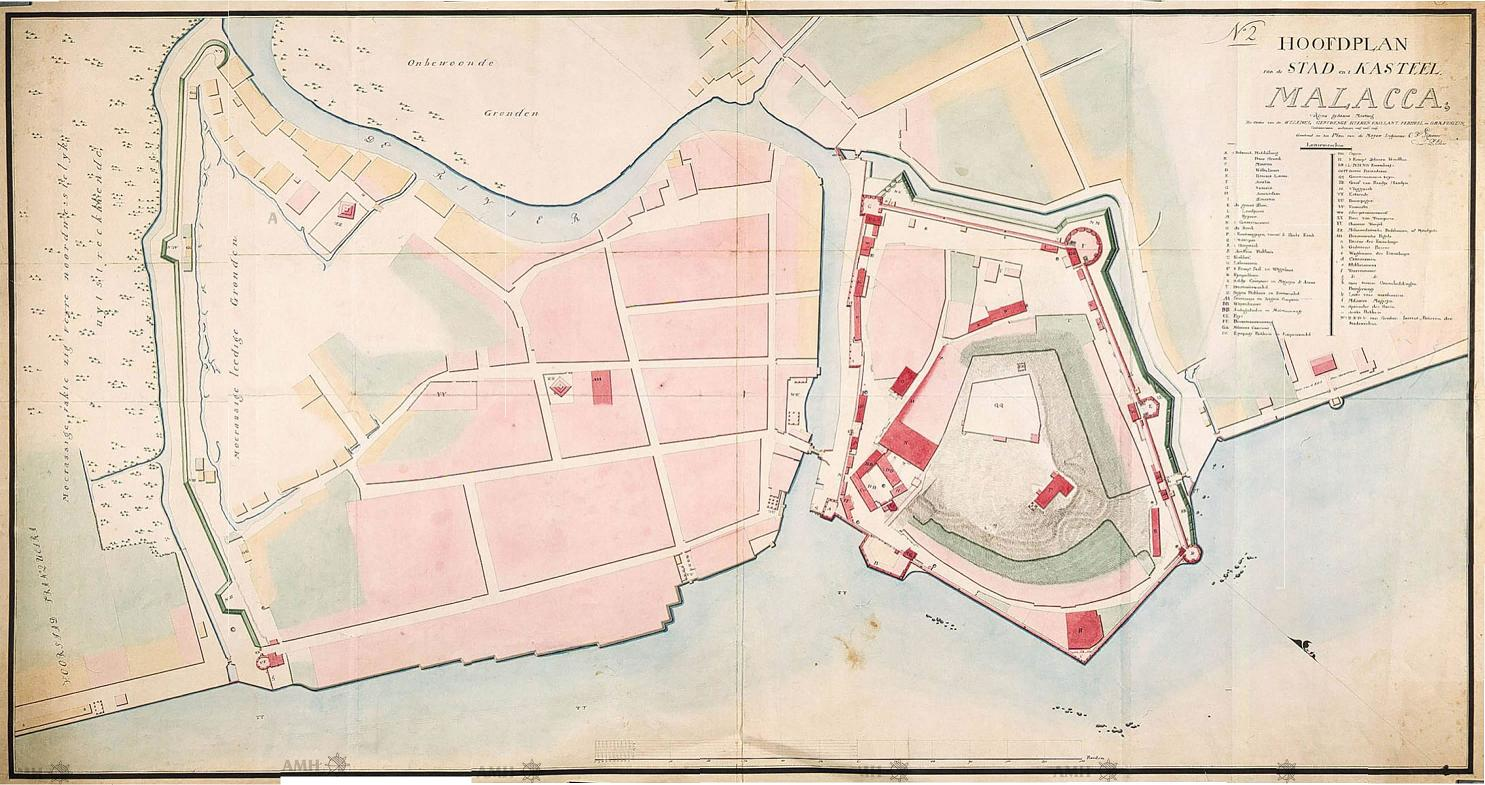
La città e la fortezza di Malacca (1780)
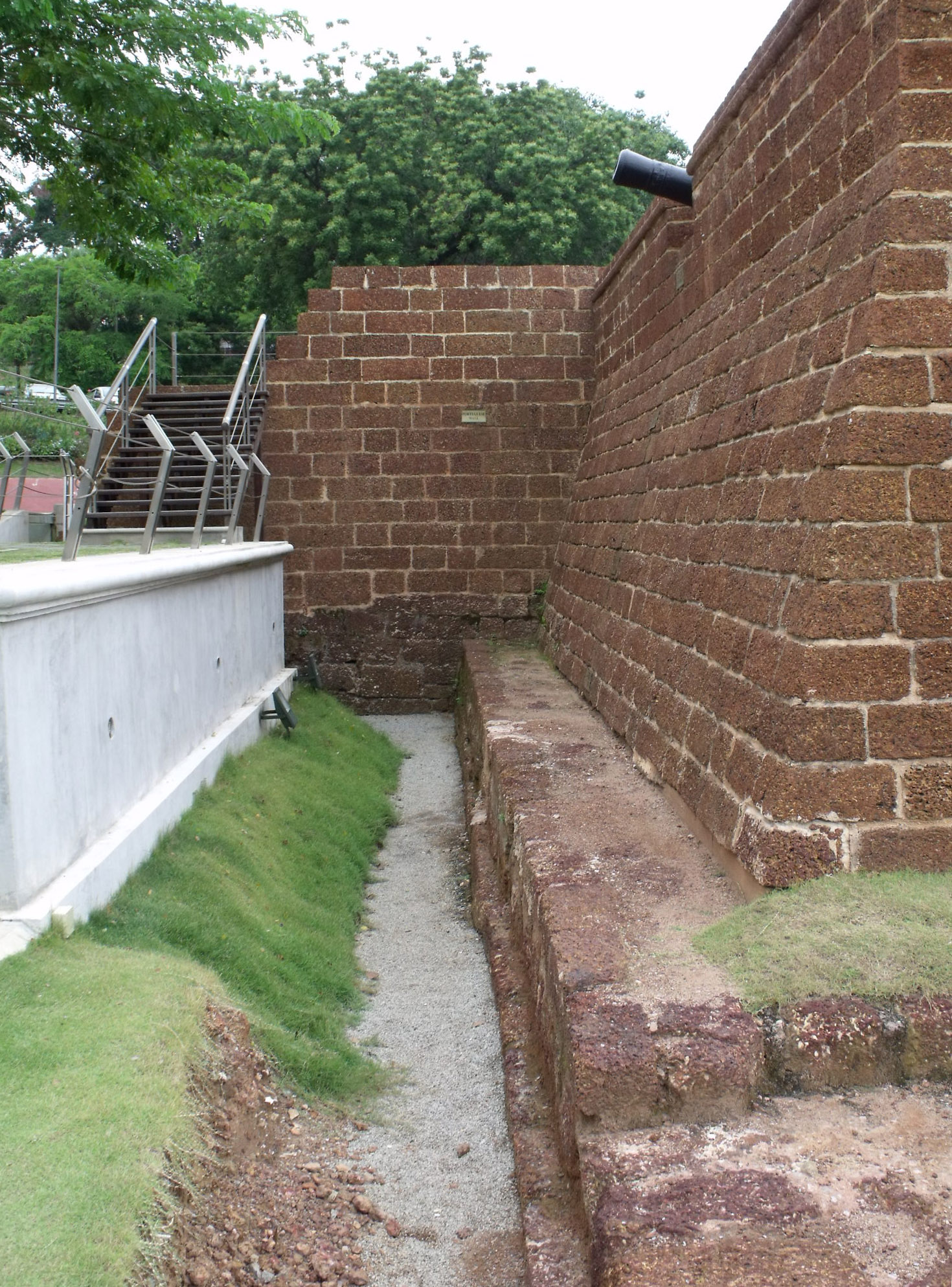
Ricostruzione della torre di avvistamento in cima ai resti dissotterrati
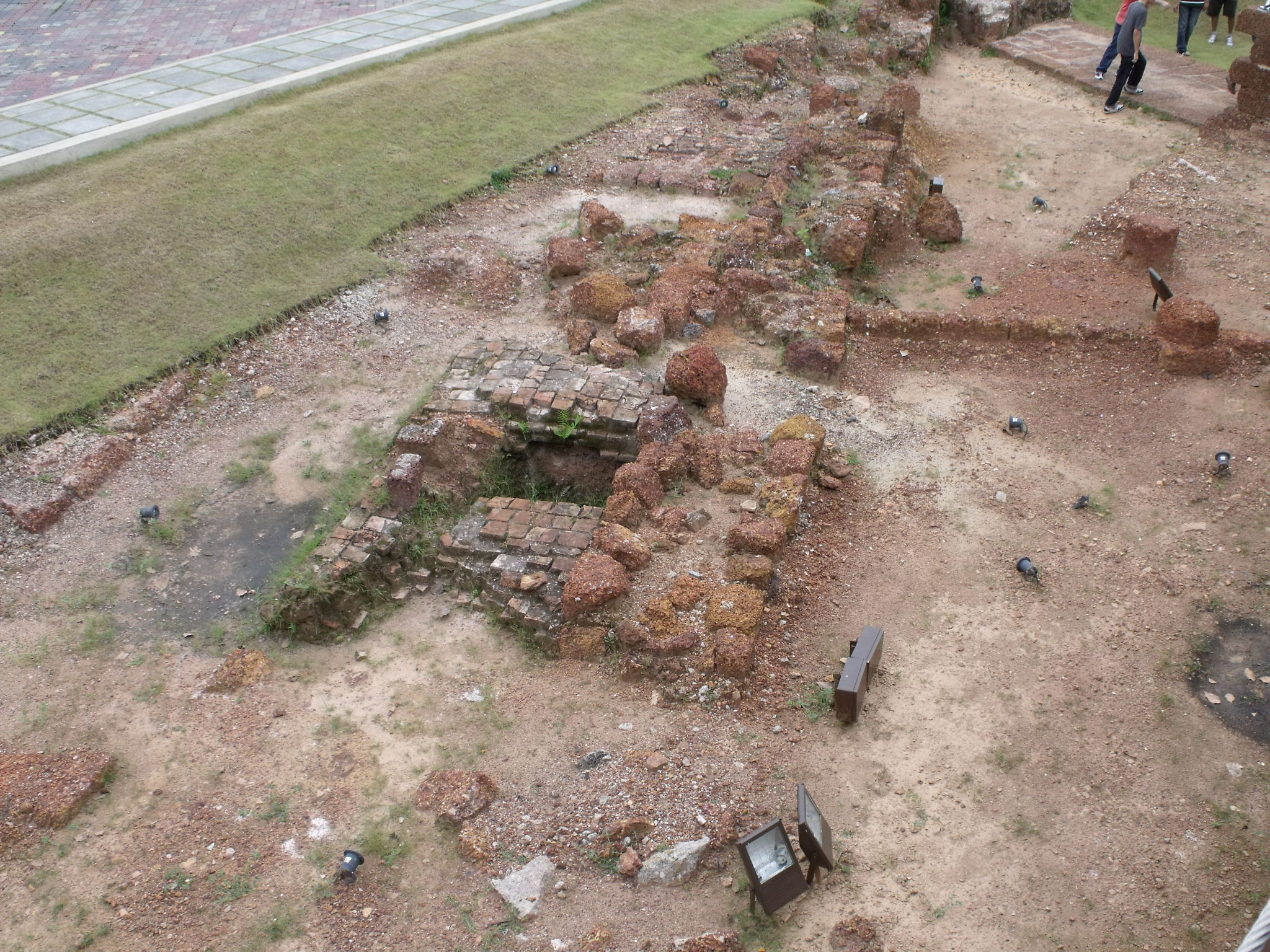
Rovina della linea fognaria sanitaria di Malacca
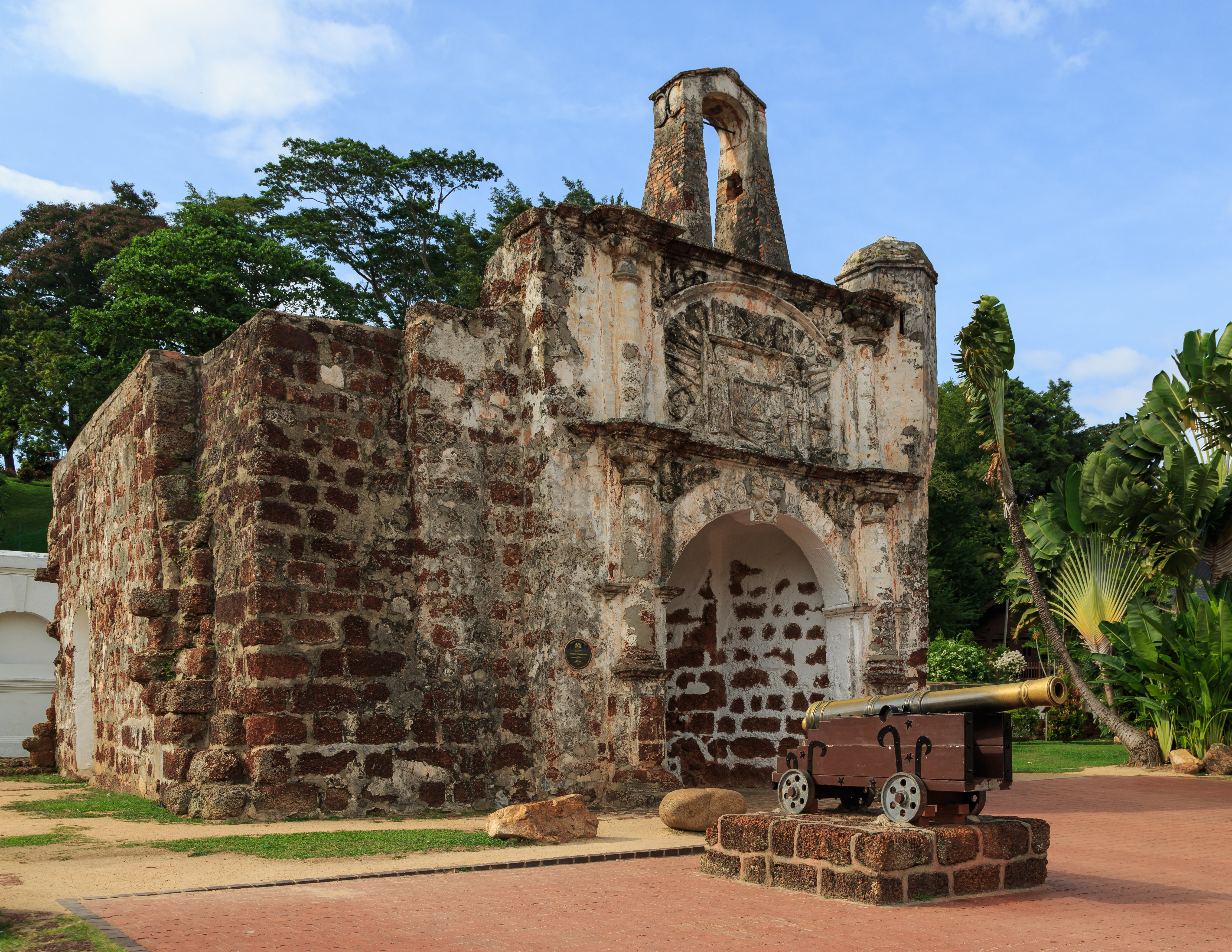
Fortezza di Malacca
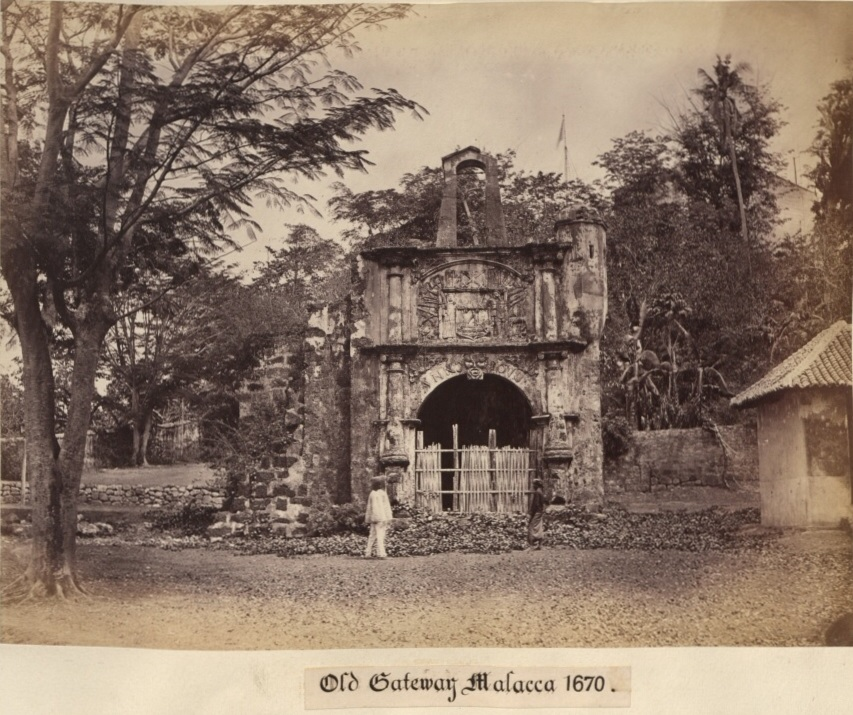
I resti della fortezza a fine XIX secolo - fotografia (1860-1900)

### Fonti
- (EN) Albuquerque A de, Commentarios Dafonso Dalboquerque, capitam geral & gouernador da India, traduzione di Gray Birch W de, Londra, Hakluyt Society, 1875-84  [1557].
- (PT) Albuquerque A de, Cartas de Afonso de Albuquerque seguidas de documentis que as elucidam, a cura di Bulhão Pato RA e Lopes Mendonça H, Lisbona, 1884.
- (PT) Fernão Lopes de Castanheda, História do descobrimento e conquista da Índia pelos portugueses, 1833  [1551-1560].
- (PT) Gaspar Correia, Lendas da Índia, Lisbona, Academia Real das Sciencias, 1858-64  [1550].

### Studi
- (EN) Ahmad Sarji AH, The Encyclopedia of Malaysia, 16 - The Rulers of Malaysia, Editions Didier Millet, 2011, ISBN 978-981-3018-54-9.
- (PT) Oliveira e Costa de JP e Rodrigues VLG, Campanhas de Afonso de Albuquerque: Conquista de Malaca, 1511, Lisbona, Tribuna da História, 2012.
- (EN) De Witt, Dennis, Melaka from the Top, Nutmeg Publishing, 2010, ISBN 978-983-43519-2-2.